# Керой Андерсон
Керой Андерсон (англ. Karoy Anderson; нар. 1 жовтня 2004, Луїсгем) — ямайський футболіст, півзахисник клубу «Чарльтон Атлетик» та національної збірної Ямайки. Виступав також за клуб «Олдершот Таун».

## Клубна кар'єра
Керой Андерсон народився 2004 року в районі Лондона Луїсгем, та є вихованцем футбольної школи клубу «Чарльтон Атлетик». У 2022 році Андерсон був переведений до основної команди клубу, проте до основного складу команди не пробився, і в 2023 році керівництво клубу відправило футболіста в оренду до клубу «Олдершот Таун». У цьому ж році Андерсон повернувся з оренди до «Чарльтон Атлетик», після чого став гравцем основного складу клубу.

## Виступи за збірну
У 2023 року Кероя Андерсона як сина вихідців з Ямайки вперше викликали до складу національної збірної Ямайки на матчі Ліги націй КОНКАКАФ. 12 жовтня 2023 року футболіст дебютував у збірній Ямайки в матчі зі збірною Гренади. У складі збірної був учасником розіграшу Кубка Америки 2024 року у США. Станом на листопад 2024 року зіграв у складі збірної 12 матчів, у яких забитими м'ячами не відзначився.